# Jane Thomson
Jane Thomson, född 1827, död 1901, var en australiensisk skådespelare. Hon tillhörde pionjärgenerationen av skådespelare i Australien.
Hon var engagerad vid Theatre Royal, Hobart 1844-46 och 1849, och Queen's Theatre, Melbourne 1845 och 1849-1857, och i London 1857-1862. 
Jane Thomson var initialt dansare, och var en uppskattad dansare under 1840-talet. Hon gav även instruktion i dans, och var balettmästare 1849. Under 1850-talet var hon en stjärnskådespelare och en berömdhet på talscenen i Melbourne. 